# Batterij van Hennequeville
De batterij van Hennequeville was een kustbatterij in Normandië tijdens de Tweede Wereldoorlog. Het complex werd door Organisation Todt, nabij het dorp Hennequeville in de Franse gemeente Trouville-sur-Mer, gebouwd. De batterij lag op een hoogte van 140 meter en was net voor de geallieerde landing in Normandie klaar. Er waren vier kazematten aanwezig, die elk een Frans 105 mm kanon moesten omvatten.
Door de afstand met de werkelijke landingsstranden, speelde de batterij nauwelijks een rol bij de landingen; alleen bij bombardementen vanuit zee was de batterij betrokken.